# Liste der Staatsoberhäupter 164
Übersicht
◄◄ | ◄ | 160 | 161 | 162 | 163 | Liste der Staatsoberhäupter 164 | 165 | 166 | 167 | 168 | ► | ►►

Weitere Ereignisse

## Afrika
- Aksumitisches Reich
  - König: s. Aksumitisches Reich

- Römisches Reich
  - Provincia Romana Aegyptus
    - Präfekt: Marcus Annius Syriacus (161/162–164)
    - Präfekt: Titus Flavius Titianus (164–167)

## Asien
- Armenien
  - König: Sohaimos (164–ca. 180)

- Charakene
  - König: Orabazes II. (150/151–165)

- China
  - Kaiser: Han Huandi (146–168)

- Iberien (Kartlien)
  - König: Parsmen II. (135–185)

- Indien
  - Satavahana
    - König: Sivasri Pulumayi III. (158–ca. 164)
    - König: Sivaskandha Satakarni (ca. 164–170)

- Japan (Legendäre Kaiser)
  - Kaiser: Seimu (131–191)

- Korea
  - Baekje
    - König: Gaeru (128–166)

  - Gaya
    - König: Suro (42–199?)

  - Goguryeo
    - König: Chadae (146–165)

  - Silla
    - König: Adalla (154–184)

- Kuschana
  - König: Huvischka (140–183)

- Osrhoene
  - König: Wa'il (163–165)

- Partherreich
  - Schah (Großkönig): Vologaeses IV. (147/148–191/192)

## Europa
- Bosporanisches Reich
  - König: Eupator (154/155–170/171)

- Römisches Reich
  - Kaiser: Mark Aurel (161–180)
    - Konsul: Marcus Pompeius Macrinus (164)
    - Konsul: Publius Iuventius Celsus (164)
    - Suffektkonsul: Tiberius Haterius Saturninus (164)
    - Suffektkonsul: Quintus Caecilius Avitus (164)

  - Provincia Romana Britannia
    - Legat: Sextus Calpurnius Agricola (163–166)

  - Provincia Romana Germania superior
    - Legat: Gaius Aufidius Victorinus (162–166)